# Edward Flynn
Edward Loring Flynn (ur. 25 października 1909 w Nowym Orleanie, zm. 7 lutego 1976 w Tampie) – amerykański bokser, złoty medalista Letnich Igrzysk Olimpijskich w 1932 w Los Angeles w kategorii półśredniej. W walce o złoto pokonał Niemca Ericha Campe.